# جنگ‌های روغن‌ماهی

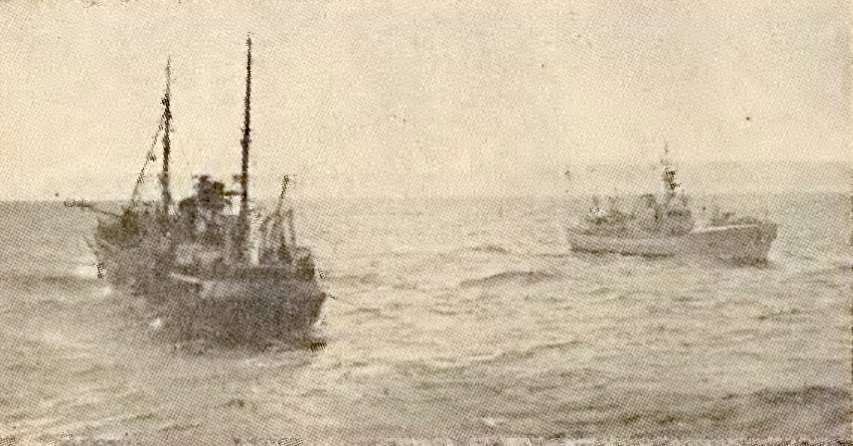
صحنه ای از رویایی دو کشتی ایسلندی و انگلیسی

جنگ‌های روغن‌ماهی (انگلیسی: Cod Wars) مجموعه ای از درگیری‌های قرن بیستم بین انگلستان (با کمک آلمان غربی) و ایسلند در مورد حقوق ماهیگیری در اقیانوس اطلس شمالی بود. این درگیری‌ها با پیروزی ایسلند به پایان رسید.

## پیشینه
نخستین جنگ روغن ماهی در سال‌های (۱۹۶۱ - ۱۹۵۸)، دومین جنگ روغن‌ماهی در سال‌های (۱۹۷۳ - ۱۹۷۲) و سومین جنگ روغن‌ماهی (۱۹۷۶ - ۱۹۷۵) رخ دادند.
کشتی‌های ماهی‌گیری بریتانیا از قرن ۱۴ به آب‌های نزدیک ایسلند سفر می‌کردند تا ماهی صید کنند. توافق‌هایی که در قرن ۱۵ انجام شد، آغازگر یک سری اختلافات متناوب بین دو کشور برای قرن‌ها بود. تقاضا برای غذاهای دریایی و در نتیجه رقابت بر سر ذخایر ماهی به سرعت در قرن ۱۹ افزایش یافت. اختلافات مدرن از سال ۱۹۵۲ آغاز شد، زمانی که ایسلند محدوده آب‌های سرزمینی خود را از ۳ به ۴ مایل دریایی (۷ کیلومتر) گسترش داد. بریتانیا در پاسخ، کشتی‌های ایسلندی را از ورود به بنادر بریتانیا برای تخلیه ماهی‌های خود منع کرد. در سال ۱۹۵۸، ایسلند محدوده آب‌های سرزمینی خود را به ۱۲ مایل دریایی (۲۲ کیلومتر) گسترش داد و ورود ناوگان‌های ماهی‌گیری خارجی را ممنوع کرد. بریتانیا از پذیرش این تصمیم خودداری کرد که منجر به یک سری رویارویی‌ها در طول ۲۰ سال شد.کشتی‌های ماهی‌گیری بریتانیا توسط نیروی دریایی سلطنتی اسکورت می‌شدند، در حالی که گارد ساحلی ایسلند سعی می‌کرد آن‌ها را دور کند و از طناب‌های بلند برای قطع تورهای کشتی‌های بریتانیایی استفاده می‌کرد؛ کشتی‌های هر دو طرف در اثر برخوردهای عمدی آسیب دیدند.
هر رویارویی با توافقی به نفع ایسلند به پایان رسید. ایسلند تهدید کرد که از ناتو خارج خواهد شد، که این امر دسترسی ناتو را از یک نقطه استراتژیک مهم در جنگ ضد زیردریایی‌ها در طول جنگ سرد بین می‌برد. در یک توافق‌نامه میانجی‌گری شده توسط ناتو در سال ۱۹۷۶، بریتانیا پذیرفت که ایسلند یک منطقه انحصاری ۱۲ مایل دریایی (۲۲ کیلومتر) در اطراف سواحل خود و یک منطقه ماهی‌گیری ۲۰۰ مایل دریایی (۳۷۰ کیلومتر) ایجاد کند، جایی که ناوگان‌های ماهی‌گیری سایر کشورها نیاز به اجازه ایسلند داشتند. این توافق‌نامه به بیش از ۵۰۰ سال ماهی‌گیری بدون محدودیت بریتانیا در این آب‌ها پایان داد و در نتیجه، جامعه‌های ماهی‌گیری بریتانیا به شدت آسیب دیدند و هزاران شغل از بین رفتند. بریتانیا نیز یک منطقه ۲۰۰ مایل دریایی در اطراف آب‌های خود اعلام کرد. از سال ۱۹۸۲، یک منطقه اقتصادی انحصاری ۲۰۰ مایل دریایی (۳۷۰ کیلومتر) به عنوان استاندارد بین‌المللی تحت کنوانسیون سازمان ملل متحد در مورد حقوق دریاها تعیین شده است.
در طول این اختلافات تنها یک مورد مرگ تأیید شده وجود داشت: یک مهندس ایسلندی که در سال ۱۹۷۳ به طور تصادفی در حین تعمیر آسیب‌های ناشی از برخورد یک کشتی گشت ایسلندی  با یک ناوچه بریتانیایی کشته شد.  مطالعات اخیر درباره جنگ‌های ماهی کاد بر روی عوامل اقتصادی، حقوقی و استراتژیک زیربنایی برای ایسلند و بریتانیا، و همچنین عوامل داخلی و بین‌المللی که به تشدید اختلاف کمک کردند، متمرکز شده‌اند. درس‌های گرفته شده از جنگ‌های ماهی کاد در نظریه‌های روابط بین‌الملل به کار گرفته شده‌اند.